# Keith Mwila
Keith Mwila (novembre 1966 – Lusaka, 9 gennaio 1993) è stato un pugile zambiano.

## Biografia
Soprannominato Spinks, nel 1983 fu campione africano dilettanti a Kampala, in Uganda, nei pesi mosca leggeri.
L'anno successivo partecipò ai Giochi olimpici di Los Angeles 1984, sempre nei pesi mosca leggeri, dove si fermò soltanto in semifinale contro l'italiano Salvatore Todisco. Mwila vinse quindi la medaglia di bronzo, la prima di sempre per il suo Paese.
Nel 1991 disputò l'unico incontro della sua carriera da professionista, in Tanzania, perdendolo ai punti.

## Palmarès

### Giochi olimpici
- 1 medaglia:
  - 1 bronzo (Pesi mosca leggeri a Los Angeles 1984)

### Campionati africani dilettanti
- 1 medaglia:
  - 1 oro (Pesi mosca leggeri a Kampala 1983)